# 景天庚酮糖
景天庚酮糖，即D-阿卓-2-庚酮糖，是由七个碳原子构成的酮糖。存在於幾乎所有景天科植物中。其衍生物是單醣降解代谢的中间物。